# جنگل‌های خزان‌دار و سوزنی‌برگ کوهستانی آناتولی جنوبی
جنگل‌های کوهستانی آناتولی جنوبی (به لاتین: Southern Anatolian montane conifer and deciduous forests) یک منطقهٔ مسکونی و جنگل در اسرائیل است. این منطقه دارای آب و هوای مدیترانه‌ای کوهستانی است. میانگین بارندگی سالانه در آن بین ۸۰۰ تا ۲۰۰۰ میلی‌متر است.